# Hawtai B11
Hawtai B11 (华泰 B11) — среднеразмерный седан, выпускавшийся китайской компанией Hawtai с 2010 по 2018 год.

## Описание

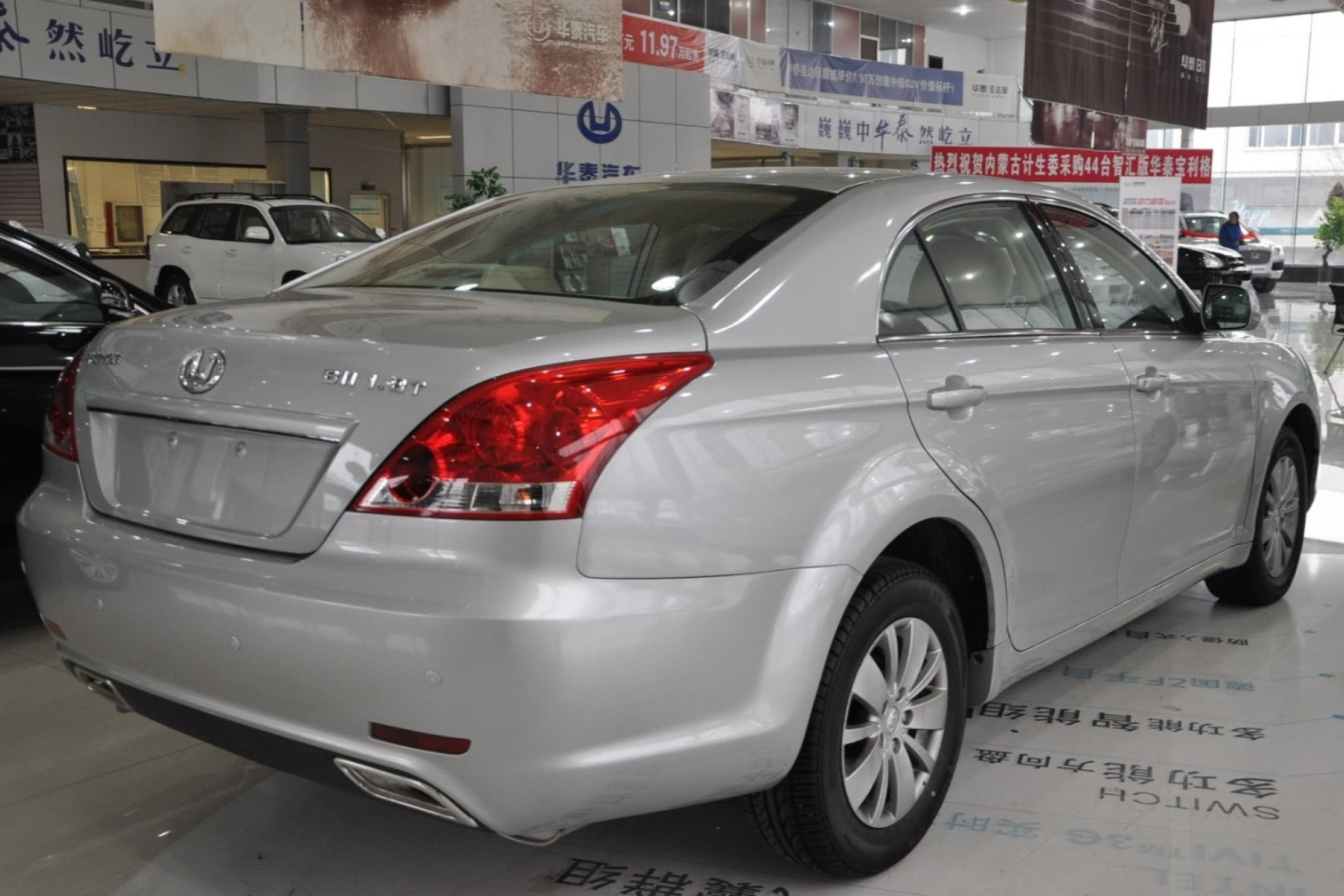
Вид сзади

Hawtai B11 впервые был представлен в 2010 году на Пекинском автосалоне. Производство автомобиля началось в августе 2010 года, а продажи — в декабре 2010 года по ценам от 119700 до 143700 юаней.
В 2012 году на Пекинском автосалоне была представлена комплектация Luxury наряду с Hawtai Boliger.

## Технические характеристики
Hawtai B11 оснащался двигателями объёмом 1,8—2 литра компании SAIC мощностью 150—160 л. с. и крутящим моментом 215—310 Н·м. Каждый двигатель сочетался в паре с четырёхступенчатой автоматической или же пятиступенчатой механической трансмиссией.